# Главанці
Глава́нці (болг. Главанци) — село в Добрицькій області Болгарії. Входить до складу общини Тервел.

## Населення
За даними перепису населення 2011 року у селі проживали 128 осіб.
Національний склад населення села:
| Національність   | Кількість осіб | Відсоток |
| ---------------- | -------------- | -------- |
| турки            | 116            | 90,6%    |
| болгари          | 11             | 8,6%     |
| цигани           | 0              | 0%       |
| Всього відповіли | 128            |          |

Розподіл населення за віком у 2011 році:
Динаміка населення: